# العلاقات الأمريكية السويسرية
العلاقات الأمريكية السويسرية هي العلاقات الثنائية التي تجمع بين الولايات المتحدة وسويسرا.

## مقارنة بين البلدين
هذه مقارنة عامة ومرجعية للدولتين:
| وجه المقارنة                                              | الولايات المتحدة                                                                                                  | سويسرا                                                                                      |
| --------------------------------------------------------- | --- | ------------------------------------------------------------------------------------------- |
| المساحة (كم2)                                             | 9.83 مليون | 41.28 ألف                                                                                   |
| عدد السكان (نسمة)                                         | 311.58 مليون | 8.21 مليون                                                                                  |
| الكثافة السكانية (ن./كم²)                                 | 31.7 | 198.89                                                                                      |
| العاصمة                                                   | واشنطن العاصمة | برن                                                                                         |
| اللغة الرسمية                                             | لغة إنجليزية | اللغة الألمانية، اللغة الإيطالية، لغة فرنسية، اللغة الرومانشية، الألمانية السويسرية الموحدة |
| العملة                                                    | دولار أمريكي | فرنك سويسري                                                                                 |
| الناتج المحلي الإجمالي (بليون دولار)                      | 19.39 تريليون | 678.89 مليار                                                                                |
| الناتج المحلي الإجمالي (تعادل القوة الشرائية) بليون دولار | 18.04 تريليون | 518.07 مليار                                                                                |
| الناتج المحلي الإجمالي الاسمي للفرد دولار أمريكي          | 56.12 ألف | 80.94 ألف                                                                                   |
| الناتج المحلي الإجمالي للفرد دولار أمريكي                 | 54.63 ألف | 59.54 ألف                                                                                   |
| مؤشر التنمية البشرية                                      | 0.920 | 0.930                                                                                       |
| رمز المكالمات الدولي                                      | +1 | +41                                                                                         |
| رمز الإنترنت                                              | .us، حكومة، .mil، Edu.                                                                                            | .ch، .swiss ‏                                                                                |
| المنطقة الزمنية                                           | توقيت ساموا الأمريكية، توقيت أطلنطي موحد، منطقة زمنية وسطى، توقيت ألاسكا ‏، المنطقة الزمنية الجبلية، توقيت تشامرو ‏ | توقيت وسط أوروبا، ت ع م+01:00، ت ع م+02:00، أوروبا/زيورخ ‏                                   |

## مدن متوأمة
في ما يلي قائمة باتفاقيات التوأمة بين مدن أمريكية وسويسرية:
- ترتبط أسبن مع دافوس باتفاقية توأمة.
- ترتبط شيكاغو مع لوسرن باتفاقية توأمة منذ 2004.[19][19][19][19]
- ترتبط هايلاند مع سورزيه [الإنجليزية]‏ باتفاقية توأمة.
- ترتبط كيب كانفرال مع كلوتن باتفاقية توأمة.
- ترتبط ستيمبوت سبرينغز مع ساس-فيي باتفاقية توأمة.
- ترتبط سان فرانسيسكو مع زيورخ باتفاقية توأمة منذ 1970.
- ترتبط ساكرامنتو مع ليستل باتفاقية توأمة.
- ترتبط لومبوك مع لوكارنو باتفاقية توأمة.
- ترتبط بيرنفيل مع برن باتفاقية توأمة.
- ترتبط أونتاريو مع فينترتور باتفاقية توأمة منذ 1982.[20][21]
- ترتبط ميشيكوت مع Bagnes [الإنجليزية]‏ باتفاقية توأمة منذ 1984.
- ترتبط ميامي بيتش مع بازل باتفاقية توأمة.
- ترتبط نيوبيرن مع برن باتفاقية توأمة.
- ترتبط سكوتسديل مع إنترلاكن باتفاقية توأمة.
- ترتبط فيل مع سان موريتز باتفاقية توأمة.
- ترتبط فيلبي مع سيون باتفاقية توأمة.
- ترتبط نيو غلاروس مع غلروس باتفاقية توأمة.
- ترتبط أولاث مع خور باتفاقية توأمة.
- ترتبط ميدوي مع Trubschachen [الإنجليزية]‏ باتفاقية توأمة.
- ترتبط غايلورد مع Pontresina [الإنجليزية]‏ باتفاقية توأمة.

## منظمات دولية مشتركة
يشترك البلدان في عضوية مجموعة من المنظمات الدولية، منها:
| علم المنظمة | اسم المنظمة                               | تاريخ انضمام الولايات المتحدة | تاريخ انضمام سويسرا |
| ----------- | ----------------------------------------- | ----------------------------- | ------------------- |
|             | الفريق المعني برصد الأرض                  | ?                             | ?                   |
|             | البنك الدولي للإنشاء والتعمير             | 27 ديسمبر 1945                | 29 مايو 1992        |
|             | الاتحاد البريدي العالمي                   | ?                             | ?                   |
|             | منظمة التجارة العالمية                    | ?                             | ?                   |
|             | مجموعة الموردين النوويين                  | ?                             | ?                   |
|             | نظام تحكم تكنولوجيا القذائف               | 1987                          | 1992                |
|             | البنك الإفريقي للتنمية                    | ?                             | ?                   |
|             | مجموعة أستراليا                           | 1985                          | 1987                |
|             | منظمة الأمن والتعاون في أوروبا            | 25 يونيو 1973                 | 25 يونيو 1973       |
|             | منظمة حظر الأسلحة الكيميائية              | ?                             | ?                   |
|             | الأمم المتحدة                             | 24 أكتوبر 1945                | 10 سبتمبر 2002      |
|             | الوكالة الدولية للطاقة                    | ?                             | ?                   |
|             | مؤسسة التنمية الدولية                     | 24 سبتمبر 1960                | 29 مايو 1992        |
|             | مؤسسة التمويل الدولية                     | 20 يوليو 1956                 | 29 مايو 1992        |
|             | بنك التنمية الآسيوي                       | 1966                          | 1967                |
|             | الاتحاد الدولي للاتصالات                  | 1 يوليو 1908                  | 1866                |
|             | منظمة الشرطة الجنائية الدولية             | ?                             | ?                   |
|             | وكالة ضمان الاستثمار متعدد الأطراف        | 12 أبريل 1988                 | 12 أبريل 1988       |
|             | المركز الدولي لتسوية المنازعات الاستشارية | 14 أكتوبر 1966                | 14 يونيو 1968       |
|             | يونسكو                                    | 4 نوفمبر 1946                 | 28 يناير 1949       |
|             | منظمة التعاون الاقتصادي والتنمية          | ?                             | ?                   |

## أعلام
هذه قائمة لبعض الشخصيات التي تربطها علاقات بالبلدين:
- أماندا سيفريد (ممثلة أمريكية، 3 ديسمبر 1985[34] – )
- الأخوان رايت (مكتشفا الطائرة)
- باراك أوباما (الرئيس الرابع والأربعون للولايات المتحدة الأمريكية، 4 أغسطس 1961[35][36][37] – )
- بوريس جونسون (سياسي بريطاني، 19 يونيو 1964[38][39] – )
- بول ووكر (ممثل أمريكي، 12 سبتمبر 1973[40][41][42] – 30 نوفمبر 2013[40][41][42])
- تايلور لوتنر (11 فبراير 1992 – )
- تينا ترنر (26 نوفمبر 1939[43][44][45] – )
- روبرت داوني جونير (ممثل أمريكي، 4 أبريل 1965[46][47][48] – )
- روبرت دوفال (ممثل ومخرج أمريكي، 5 يناير 1931[49][50][51] – )
- رينيه زيلويغر (ممثلة أمريكية، 25 أبريل 1969[52][53][54] – )
- ستيف جوبز (رجل أعمال أمريكي ومؤسس مشارك لشركة ابل.، 24 فبراير 1955[55][56][57] – 5 أكتوبر 2011[55][56][57])
- ستيف وزنياك (مؤسس شركة ابل، 11 أغسطس 1950[58][59][60] – )
- كيفين كوستنر (18 يناير 1955[61][62] – )
- لورا بوش (السيدة الأولى للولايات المتحدة الأمريكية من 2001 إلى 2009، 4 نوفمبر 1946[63][64][65] – )
- هربرت هوفر (سياسي أمريكي، 10 أغسطس 1874[66][67][68] – 20 أكتوبر 1964[66][67][68])
- هيلين كيلر (أديبة ومحاضرة وناشطة أمريكية، 27 يونيو 1880[69][70][71] – 1 يونيو 1968[69][70][71])

## وصلات خارجية
- موقع وزارة الخارجية الأمريكية
- موقع وزارة الخارجية السويسرية